# Monika Kučerová
Monika Kučerová est une ancienne joueuse volley-ball tchèque, née le  17 septembre 1983 à Liberec. Elle mesure 1,85 m et jouait au poste de réceptionneuse-attaquante. Elle a totalisé 56 sélections en équipe de République tchèque.

## Clubs
| Club                          | De        | À         |
| ----------------------------- | --------- | --------- |
| SK UP Olomouc                 | 2003-2004 | 2004-2005 |
| Post Schwechat                | 2005-2006 | 2007-2008 |
| Infoplus Vicenza              | oct 2008  | déc 2008  |
| VK Prostějov                  | 2008-2009 | 2009-2010 |
| Pallavolo Pontecagnano Faiano | 2010-2011 | 2010-2011 |
| VBC Casalmaggiore             | 2011-2012 | 2011-2012 |
| Promo Volleyball Flero        | 2012-2013 | 2012-2013 |
| Iraklis Kifisias              | 2013-2014 | 2013-2014 |

## Palmarès

### Équipe nationale
- Championnat d'Europe des moins de 20 ans
  - Vainqueur : 2000.

### Clubs
- Championnat d'Autriche
  - Vainqueur : 2006, 2007, 2008.
- Coupe d'Autriche
  - Vainqueur : 2006, 2007, 2008.
- Championnat de République tchèque
  - Vainqueur : 2009, 2010.
- Coupe de République tchèque
  - Vainqueur : 2009, 2010.